# فرودگاه کفره
فرودگاه کفره (به عربی: مطار الکفرة) یک فرودگاه و پروازگاه ترافیک تجاری در لیبی است که در استان کفره واقع شده‌است.